# マリア・ドローレス・デ・コスペダル・ガルシーア
マリア・ドローレス・デ・コスペダル・ガルシア（María Dolores de Cospedal García, 1965年12月13日 - ）は、スペイン・マドリード出身の政治家。国民党(PP)所属。2011年から2015年までカスティーリャ＝ラ・マンチャ州首相を務めた。2008年から2018年まで国民党幹事長を務めた。
2007年の自治州選挙（Elecciones a las Cortes de Castilla-La Mancha de 2007）では、国民党のカスティーリャ＝ラ・マンチャ自治州首相候補として選挙戦を戦い、敗北した。2011年の自治州選挙（Elecciones a las Cortes de Castilla-La Mancha de 2011）では国民党は得票率48.11%で、定数49議席のうち過半数の25議席を獲得し、自治州創設以降、1983年から2004年までホセ・ボノ（José Bono）、そして2011年までホセ・マリーア・バレーダ（José María Barreda）と社会労働党政権が続いた同州で、初めて国民党政権が誕生した。ビルダーバーグ会議のメンバーである。

## 略歴

### 生い立ちから政界入りまで
スペインの首都マドリードに生まれ、家族の出身地であるアルバセーテ県のエル・ボニージョで育った。17歳で民主改革党（Partido Reformista Democrático）の青年組織に参加。
マドリードのサン・パブロ＝CEU大学で法学を学び、1991年には国政弁護人団（Cuerpo de Abogados del Estado）に加わった。1992年には公共事業・交通・環境省の司法部門に配属。1994年から96年にかけては社会政策省において国政弁護人としての経験を積み、1997年労働・社会政策省の官房において顧問官として、翌1998年には在米国スペイン大使館において労働・社会政策担当参事官として勤務。1999年労働・社会政策省の事務局長に就任、2000年5月から2002年6月公共行政省次官代理を、その後2004年4月までは内務省次官代理を務めた。2004年5月から2005年12月まで人権裁判所で国政弁護人を務めた。

### 自治州大臣・上院議員時代
2005年12月、国民党のエスペランサ・アギーレマドリード州政権の交通・社会基盤参事官（Consejera de Transportes e Infraestructuras、Consejero/-aは国政における大臣に相当）に任命される。2006年6月カスティーリャ＝ラ・マンチャ自治州議会より同州選出上院議員に任命。
2008年4月1日の第9次自治州議会選挙で、再び同州選出上院議員に任命。2010年2月上院での初の口頭による質問で、当時のカルマ・チャコン国防大臣にシウダ・レアル・セントラル空港を在スペインアメリカ軍の兵站基地へ転換するという案について、問いただした。

### 国民党地方代表・幹事長時代
2006年6月国民党全国党委員会において、同党のカスティーリャ＝ラ・マンチャ州代表に指名、あわせて翌2007年の自治州議会選挙で、前任者の辞任で、取りざたされていたアドルフォ・スアレス元スペイン首相の息子のアドルフォ・スアレス・イジャーナ氏に代えて、同州首相候補とすることを決定した。
このころ、選挙に敗北したらカスティーリャ＝ラ・マンチャ国民党代表を辞任するのでは、といううわさが流れたが、コスペダルはこれをきっぱりと否定した。
第16回国民党全国党大会において同党初の女性幹事長に就任した。2010年、コスペダルは国民党ナンバー2の幹事長で、同党カスティーリャ＝ラ・マンチャ州代表で、国政弁護人で、また上院議員として、200,000ユーロを超えるを年収を受け取っていたことに批判が集まった。

### カスティーリャ＝ラ・マンチャ州首相
2011年5月に実施されたカスティーリャ＝ラ・マンチャ自治州議会選挙で国民党は564,335票を獲得、25議席を獲得、勝利した。それに対して社会労働党は508,716票で24議席であった。この結果カスティーリャ＝ラ・マンチャ国民党代表で州首相候補であるマリア・ドローレス・デ・コスペダルがカスティーリャ＝ラ・マンチャ州首相に就任した。

## 私生活
2006年5月には体外受精で男児を授かった。このことは党内の保守派からの批判を招いた。2009年夏結婚した。